# Alina McDonald
Alina McDonald (* 26. August 1997) ist eine US-amerikanische Leichtathletin, die sich auf den Stabhochsprung spezialisiert hat.

## Sportliche Laufbahn
Erste internationale Erfahrungen sammelte Alina McDonald im Jahr 2019, als sie bei den U23-NACAC-Meisterschaften in Santiago de Querétaro mit übersprungenen 4,30 m die Goldmedaille gewann. 2022 siegte sie dann mit 4,50 m bei den NACAC-Meisterschaften in Freeport. 